# L'Estafette (Zwitserse krant)
L'Estafette was een Zwitsers Franstalig dagblad.

## Omschrijving
De krant verscheen voor het eerst op 15 december 1862. De krant verscheen zesmaal per week, van maandag tot zaterdag. In 1896 werd de krant overgenomen door het dagblad La Tribune de Lausanne, wat later op zijn beurt zou opgaan in Le Matin.